# Rodenbek
Rodenbek là một đô thị thuộc huyện Rendsburg-Eckernförde, trong bang Schleswig-Holstein, nước Đức. Đô thị Rodenbek có diện tích 7,09 km², dân số thời điểm 31 tháng 12 năm 2006 là 500 người.